# Racismo en el colectivo LGBT
El racismo es una preocupación para muchos en las comunidades de lesbianas, gays, bisexuales y personas transgénero occidentales (LGBT), y los miembros de minorías raciales, étnicas y nacionales informan haber enfrentado discriminación por parte de otras personas LGBT.
En los Estados Unidos, las personas LGBT pertenecientes a minorías étnicas pueden encontrarse en una doble minoría, en la que no son totalmente aceptadas ni comprendidas por las comunidades LGBT principalmente blancas, ni tampoco son plenamente aceptadas por su propio grupo étnico. Muchas personas experimentan el racismo en la comunidad LGBT dominante en la que los estereotipos raciales se fusionan con los estereotipos de género;  por ejemplo, las personas LGBT asiático-americanas a menudo son estereotipadas por los occidentales como más pasivas y femeninas, mientras que las personas LGBT afroamericanas son estereotipadas como más agresivas. Varias redes de apoyo culturalmente específicas para personas LGBT están activas en los Estados Unidos, como "Ô-Môi", una red de apoyo para mujeres queer vietnamita-estadounidenses.

## Racismo antiárabe
Un informe titulado We're Family Too estudió lo que llama personas atraídas por el mismo sexo de origen árabe en Australia. Los encuestados tenían antecedentes religiosos tanto cristianos como musulmanes.  Mucha muchas personas dentro de la comunidad árabe hablaron sobre estereotipos étnicos.
Algunos Mizrajíes y judíos árabes informan de la exclusión y discriminación por parte de la comunidad LGBT asquenazí en Israel. Algunos judíos LGBT mizrajíes han alegado que aspectos del activismo LGBT asquenazí expresan "hegemonía Ashkenazi" y no dejan "ningún espacio cultural legitimado para que los queers mizrajíes expresen su cultura y herencia árabe".

## Racismo anti-asiático
En un estudio realizado por el Grupo de Trabajo Nacional LGBTQ sobre estadounidenses de origen asiático LGBT y estadounidenses de las islas del Pacífico, el 82% de los participantes encuestados informaron haber experimentado racismo por parte de miembros blancos de la comunidad LGBT. Otro desafío que deben enfrentar muchos estadounidenses de origen asiático y pacífico que son LGBT es el racismo, en la sociedad en general y dentro de la comunidad LGBT.  A veces, esto se debe a una discriminación abierta, otras veces a la falta de representación de los habitantes asiáticos de las islas del Pacífico. Los hombres homosexuales asiáticos británicos que viven en Yorkshire y en otras partes del norte de Inglaterra han informado de niveles crecientes de racismo y discriminación por parte de los homosexuales blancos. El Proyecto Naz consideró que las comunidades LGBT en áreas étnicamente diversas del Reino Unido, como Mánchester y Londres, eran más tolerantes.